# Dominik Meichtry
Dominik Meichtry (San Galo, 18 de noviembre de 1984) es un deportista suizo que compitió en natación. Está casado con la nadadora estadounidense Jessica Hardy.
Ganó una medalla de plata en el Campeonato Europeo de Natación en Piscina Corta de 2008, en la prueba de 200 m libre. Participó en tres Juegos Olímpicos de Verano, entre los años 2004 y 2012, ocupando el sexto lugar en Pekín 2008, en la misma prueba.

## Palmarés internacional
| Campeonato Europeo en Piscina Corta | Campeonato Europeo en Piscina Corta | Campeonato Europeo en Piscina Corta | Campeonato Europeo en Piscina Corta |
| Año                                 | Lugar                               | Medalla                             | Prueba                              |
| ----------------------------------- | ----------------------------------- | ----------------------------------- | ----------------------------------- |
| 2008                                | Rijeka (Croacia)                    | Medalla de plata                    | 200 m libre                         |